# Gonadotropin
Gonadotropini (glikoproteinski hormoni) su proteinski hormoni koje izlučuju gonodotrpne ćelije anteriorne hipofize kičmenjaka. Ova familija proteina obuhvata sisarske hormone: folikulostimulišući hormon (FSH), luteinizirajući hormon (LH), posteljične horionske gonadotropine hCG i eCG i horionski gonadotropin (CG), kao i bar dve forme ribljih gonadotropina. Ovi hormoni su centralni u kompleksnom endokrinom sistemu koji reguliše normalni rast, seksualno razviće, i reproduktivnu funkciju. LH i FSH hormone izlučuje anteriorna hipofiza, dok se hCG i eCG izlučuju iz posteljice.
Gonadotropin se ponekad skaćeno obeležava sa Gn.

## Spoljašnje veze
- Gonadotropins на 